# Горво
Горво (фр. Gorrevod) насеље је и општина у источној Француској у региону Рона-Алпи, у департману Ен (Рона-Алпи) која припада префектури Бурж ан Брес.
По подацима из 2011. године у општини је живело 802 становника, а густина насељености је износила 116,57 становника/km². Општина се простире на површини од 6,88 km². Налази се на средњој надморској висини од 236 метара (максималној 204 m, а минималној 172 m).

## Демографија
| 1962. | 1968. | 1975. | 1982. | 1990. | 1999. | 2011. |
| ----- | ----- | ----- | ----- | ----- | ----- | ----- |
| 339   | 356   | 400   | 441   | 512   | 561   | 802   |

График промене броја становника у току последњих година